# نقطة التحول في الحرب الأهلية الأمريكية

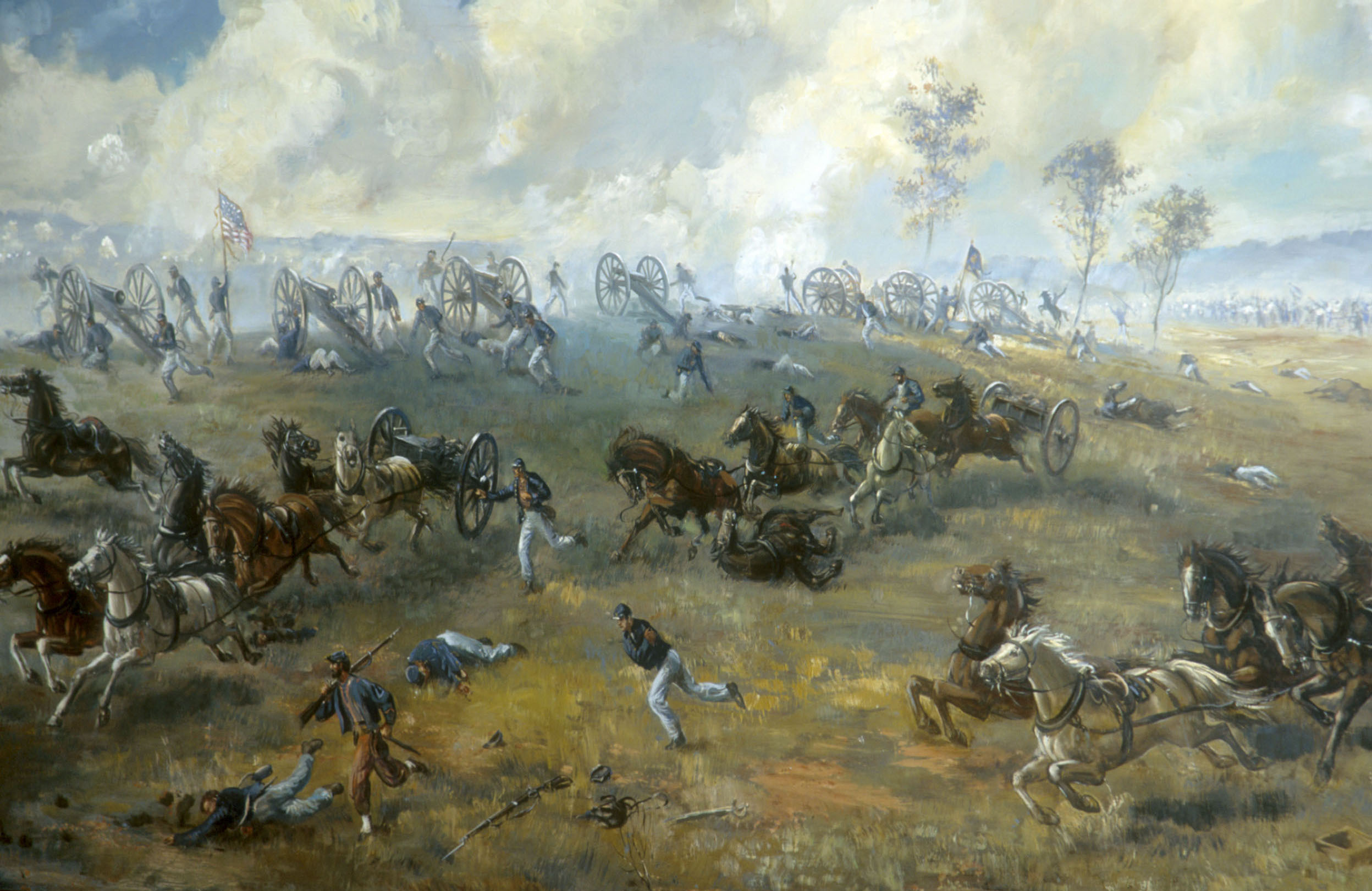
لوحة الاستيلاء على بطارية ريكيتس، التي تصور الأحداث أثناء معركة بول رن الأولى

يوجد خلاف واسع النطاق بين المؤرخين حول نقطة التحول في الحرب الأهلية الأمريكية. تشير نقطة التحول في هذا السياق إلى وقوع حدث ما أثناء الصراع، يتفق معظم العلماء المعاصرين على أن النتيجة النهائية كانت حتمية بعد وقوعه. في حين أن معركة غيتيسبيرغ في يوليو 1863 هي الحدث الذي اُستشهَد به على نطاق واسع، واُعتبَر ذروة الحرب الأهلية الأمريكية العسكرية (غالبًا ما تُقرَن بحصار فيكسبيرغ، الذي انتهى بعد يوم واحد). وقعت العديد من المعارك والأحداث الحاسمة الأخرى خلال الحرب، واُقترَح تصنيفها كنقاط تحول. تعرض المقالة هذه الأحداث بترتيب زمني، مرفقةً بالحجج الإيجابية فقط لكل منها.
غالبًا ما جعل الضباب المرافق للمعركة من المستحيل التعرف على جميع الآثار المترتبة على كل حدث. يمكن للإدراك المتأخر فقط أن يكشف عن نقطة النهاية وجميع التطورات التي أدت إليها. لذا قد يفتقر المراقبون المعاصرون إلى الثقة في توقع نقطة تحول. ولم يتعرّف الباحثون على الأحداث التي سترد أدناه على أنّها نقاط تحول في ذلك الوقت.

## انتصار الكونفدراليين في يوليو 1861
كانت معركة بول رن الأولى في 21 يوليو 1861 أول معركة برية كبرى في الحرب. كان الشمال واثقًا بشكل عام من إمكانية سحق التمرد سريعًا بضربة سهلة ومباشرة ضد العاصمة الكونفدرالية في ريتشموند في فيرجينيا. كانت الخسارة محرجة للجنرال إيرفين ماكدويل، الذي أثبتت له المعركة أنّه على خطأ. أصيب العديد من الشماليين بالصدمة، وأدركوا أن الحرب ستكون أطول وأكثر دموية مما كانوا يتوقعون، لكن الهزيمة زادت من تصميمهم. وفي حال أمل الكونفدراليون قبل ذلك أن يتمكنوا من استنزاف قوة الإرادة الشمالية، والابتعاد بهدوء عن الاتحاد باستثمار عسكري طفيف، فقد دمّر انتصارهم في بول رن تلك الآمال أيضًا. أقرّ لينكولين مباشرةً تشريعًا يقضي بزيادة عدد جنود الاتحاد 500000 جندي، وتعديل شروط خدمتهم لتستمر طوال فترة الحرب. أقر الكونغرس بسرعة قانون المصادرة لعام 1861، والذي أعلن أنه إذا استخدم صاحب العبيد عبيده لدعم الكونفدرالية، سوف يُصادر حقه بامتلاكهم. في حين أن وضع العبيد لم يكن واضحًا في ذلك الوقت، كانت هذه هي الخطوة التشريعية الأولى نحو إنهاء العبودية.

## الغزو الكونفدرالي لكنتاكي (سبتمبر 1861)
انفصلت إحدى عشرة ولاية عن الاتحاد بحلول منتصف عام 1861، وبقيت أربع ولايات «حدودية» تسمح بالعبودية والتجارة بالرقيق في الاتحاد (ميزوري، وكنتاكي، وماريلاند، وديلاوير). اعتُبرَت كنتاكي الأكثر عرضة للخطر، وأعلن المجلس التشريعي للولاية الحياد في النزاع، ما اعتبر موقفًا معتدلًا مؤيدًا للكونفدرالية. قد تكون خسارة كنتاكي كارثية بسبب سيطرتها على نهري تينيسي وأوهايو الاستراتيجيين، وموقعها الذي يمكن من خلاله غزو ولاية أوهايو الحيوية. كتب لينكولن: «أعتقد أن خسارة كنتاكي تعادل خسارة اللعبة بأكملها تقريبًا».
في 3 سبتمبر 1861، وسّع الجنرال ليونيداس بولك خطه الدفاعي شمال تينيسي عندما احتل غيديون بّيلو كولومبوس في كنتاكي (ردًا على احتلال يوليسيس غرانت لبلمونت في ميسوري مباشرة عبر نهر المسيسيبي). ردّ بولك من خلال التحرك عبر كمبرلاند، واحتلال أجزاء من جنوب شرق كنتاكي. أثار انتهاك حيادية ولاية كنتاكي في النزاع غضب العديد من المواطنين. طلب المجلس التشريعي للولاية، الذي تجاوز حق النقض من الحاكم، المساعدة من الحكومة الفيدرالية. لم تكن كنتاكي منطقة عمليات آمنة للقوات الكونفدرالية. تصرفات بولك لم تكن موجهة من قبل الحكومة الكونفدرالية، وبالتالي وُضعَت الكونفدرالية عن طريق الصدفة تقريبًا على المحك استراتيجيًّا. يمكن ربط نجاحات الاتحاد المبكرة في المسرح الغربي (حيث لاقت مبادراتهم غير البحرية نجاحًا كبيرًا وعلى نطاق واسع حتى عام 1864) بشكل مباشر بخطأ بولك الفادح.

## استيلاء الاتحاد على حصون هنري ودونلسون (فبراير 1862)
كان الاستيلاء على حصني هنري ودونلسون، والاستسلام الكونفدرالي أول انتصارات الاتحاد المهمة خلال الحرب، وبداية حملة ناجحة في المسرح الغربي. أكمل يوليسيس غرانت كلا الإجراءين بحلول 16 فبراير 1862، وفتح نهري تينيسي وكمبرلاند، اللذان اُعتبرا خطوط إمداد مهمّة للاتحاد، وسبيلًا لغزو تينيسي وميسيسيبي، وفي النهاية جورجيا. كان فقدان السيطرة على هذين النهرين بمثابة هزيمة إستراتيجية مهمة للكونفدرالية. كانت هذه بداية الأعمال الهجومية ليوليوس غرانت، التي استمرت طيلة الحرب، مع استثناء واحد في معركة شيلوه.

## وفاة ألبرت سيدني جونستون (أبريل 1862)
كان ألبرت سيدني جونستون من أفضل الجنرالات الذين يخدمون في المسرح الغربي. تولى جونستون قيادة جميع القوات الكونفدرالية بين كمبرلاند وأركنساس بحلول عام 1862. دعا جونستون إلى تحسين هياكل حصني هنري ودونلسون، ونشر قوات وأسلحة إضافية للدفاع عنهما بشكل مناسب قبل مهاجمة الحصنين وسقوطهما. فشلت الحكومة الكونفدرالية في تلبية هذه التوصيات. استولى يوليوس غرانت على الحصنين في فبراير 1862، وبدأ غزوًا واسع النطاق في ولاية تينيسي. أُلقي اللوم على جونستون عند سقوط هذين الحصنين، لكنه استمر في الخدمة.
نظم جونستون جيش المسيسيبي مع بيير بيوريغارد في مارس من عام 1862. شن هجومه في معركة شيلو في أبريل 1862. كانت خطة جونستون هي دفع جيش الاتحاد من نقطة إنزاله على نهر تينيسي إلى المستنقعات المحيطة. كان تنسيق الهجوم من مهام بيوريغارد. اختلف بيوريغارد مع استراتيجيته وخطط بدلًا من ذلك أن يدفع العدو نحو النهر. وجّه بدوره عناصر الاستطلاع تبعًا لهذه الخطة، ما أدى إلى الفشل النهائي في تحديد مكان جيش غرانت. قاد جونستون بنفسه الهجوم على العدو في اليوم الأول من المعركة، ليسقط ضحية نيران صديقة، إذ أصيب في الركبة ما أدى إلى قطع الشريان المأبضي، ومات جونستون في غضون ساعة. وُزعَت مهام جونستون إلى الجنرالات الأقل موهبة، الذين فشلوا في إصلاح الوضع على المسرح الغربي المحكوم عليه بالفشل تقريبًا.

## استيلاء الاتحاد على نيو أورلينز (أبريل 1862)
اعتقد الخبراء الاستراتيجيون الكونفدراليون أن التهديد الأساسي لنيو أورلينز سيأتي من الشمال، ووزّعوا قواهم الدفاعية وفقًا لذلك. حققت القوات العسكرية التي يقودها غرانت مكاسب في المسرح الغربي، ما دفع إلى إرسال الكثير من المعدات العسكرية والقوى العاملة في محيط المدينة إلى نهر المسيسيبي في محاولة لوضع حد لامتداد الاتحاد. عندما تمكن ضابط العلم ديفيد فاراغوت من إجبار أسطول حصار الخليج الغربي على تجاوز الحصنين الوحيدين للكونفدرالية أسفل المدينة في معركة حصني جاكسون وسانت فيليب، لم يكن لدى نيو أورلينز أي وسيلة للمقاومة. سقط ميناء نيو أورلينز (أكبر مدينة كونفدرالية تقريبًا) في أيدي الاتحاد، وأحكم بذلك قبضته على نهر المسيسيبي، محققًا عنصرًا أساسيًا في خطة أناكوندا لهزيمة الجنوب. على الرغم من أن الاحتلال تحت حكم اللواء بنجامين باتلر كان مكروهًا، إلا أن الأخير كان ذكيًا بما يكفي لبناء قاعدة من الدعم السياسي بين الطبقات الفقيرة، وخلق قدرة استخباراتية واسعة النطاق، ومهارة كبيرة في مكافحة الجاسوسية، ما جعل خطر التمرد شبه معدوم. كان لخسارة الكونفدرالية لأكبر موانئها عواقب دبلوماسية كبيرة. اُستقبِل العملاء الكونفدراليون في الخارج بشكل عام بشكل أكثر برودة، بعد وصول أخبار الاستيلاء على المدينة إلى لندن وباريس.